# ビトム - ヴロツワフ線
ビトム - ヴロツワフ線 (ポーランド語: Linia Kolejowa Bytom–Wrocław) はポーランド共和国シロンスク県ビトムと下シロンスク県の中心地および県都ヴロツワフを結ぶ複線の幹線鉄道である。プロイセン王国時代に上シュレージエン鉄道（Oberschlesische Eisenbahn, OSE）がこの路線を本線の一部分として開通した。ザブジェ・ビスクピツェ - ピスコヴィツェ区間は現在廃止されている。

## 沿線概況
ビトム - ヴロツワフ線の起点はビトム駅でカトヴィツェ駅からの距離はおよそ17 kmである。この路線は西の方に伸びて、ザブジェ・ビスクピツェ駅でザブジェ - グリヴィツェ線と連結される。この駅から廃線跡が始まって、旧ミクルチツェ駅を通過してピスコヴィツェ駅に至る。グリヴィツェ - ピスコヴィツェ線はこの駅の寸前に廃線跡に接近する。パチナ駅ではピスコヴィツェ - ルブリニェツ線が分岐して、列車はストシェルツェ・オポルスキエ駅に向かう。この駅ではケンジェジン・コジレ-クルージュボルク線がかつてこの路線と交差した。オポレ・グロショヴィツェ駅の寸前にかつてOSE本線の一部であったケンジェジン・コジレ - オポレ線がこの路線と合流する。
オポレ中央駅ではタルノフスキエ・グーリ - オポレ線およびオポレ - ナミスーフ線がこの路線と接続する。列車は西の方に走行してすぐオドラ川鉄道橋を通過する。オポレ西駅でオポレ-ニサ線が分岐して、列車はオドラ川と平行に走行しブジェクに向かう。ブジェク駅にニサ - ブジェク線および旧オポレ - ナミスーフ線がこの路線と接続する。オワヴァ駅の寸前にボーレック方面の小鉄道（Kieinbahn）出発駅があった。列車がヴロツワフ市内に進入する寸前にオーデル川右岸にある、オポレ-ヴロツワフ線がこの路線と合流する。市街地ではヴロツワフ南部線とヴロツワフ - ミエンジレシエ線がそれぞれこの路線に接続して、列車は終点のヴロツワフ中央駅に到着する。

## 歴史

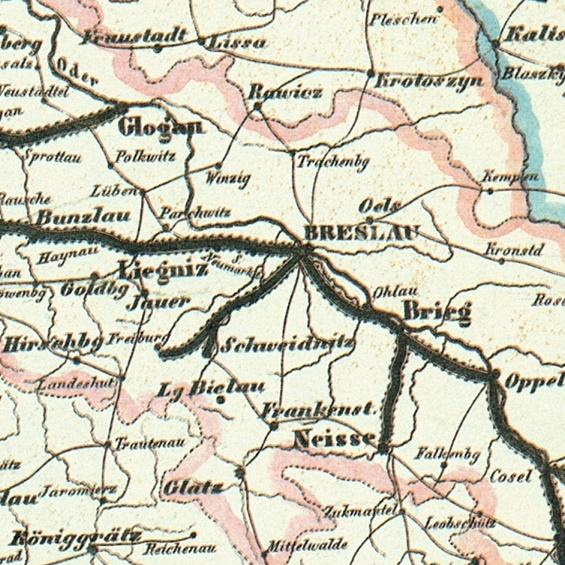
1849年当時のヴロツラブ - オポレ区間

上シュレージエン鉄道株式会社は1841年に設立されて、1842年4月1日にブレスラウ（現在ヴロツワフ） - オーラウ（現在オワヴァ）間を開通した。この区間は現在のポーランドで建設された最古路線に当たる。同年8月3日にこの路線はブリーク（現在ブジェク）まで延長された。1843年5月29日にこの路線はオペルン（現在オポレ）近郊のオドラ川西岸まで拡張されて、1845年11月2日にオドラ川鉄道橋の完工と共に列車通行はコーゼル（現在ケンジェジン・コジレ）まで可能となった。複線改修は間もなく行われた。
1857年以降OSEの標準軌鉄道網はプロイセン政府により管理された。1872年10月27日にOSEはボイテン（現在ビトム） - ボルジクヴェルク（現在ザブジェ・ビスクピツェ）区間およびボルジクヴェルク - グライヴィツ（現在グリヴィツェ）区間を同時に開通した。1878年10月1日にグロショーヴィツ（現在オポレ・グロショヴィツェ）- グロースシュトレーリッツ（現在ストシェルツェ・オポルスキエ）区間が開業されて、OSEの新線区間は1879年5月15日にトスト（現在トシェク）まで、同年8月15日にパイスクレッチャーム（現在ピスコヴィツェ）まで延長された。1880年5月15日に残りのパイスクレッチャーム - ボルジクヴェルク区間の開通でこの路線の全通が実現された。1886年7月1日にOSEは国有鉄道となった。
第二次世界大戦の終戦後、オドラ・ナイセ国境線の確定で旧ドイツ東部領土が改めてポーランドに編入された。その結果、この路線はポーランド国鉄が引き受けた。
1960年10月3日に電車線がピスコヴィツェ - オポレ区間に設置されて、同年12月15日に電気運転はヴロツワフまで可能となった。1979年12月31日付きに電化工事はザブジェ・ビスクピツェ - ピスコヴィツェ区間で完了して、1980年12月23日に電化区間はビトムまで拡張された。
1996年にザブジェ・ビスクピツェ - ピスコヴィツェ区間の旅客輸送が中止された。線路はもはや用いられなくて電力供給設備は撤去された。2001年にビトム - ザブジェ・ビスクピツェ区間の旅客列車系統は廃止された。